# Ted Irvine
Edward Amos Irvine (Winnipeg, 8 dicembre 1944) è un ex hockeista su ghiaccio canadese che nel corso della carriera ha giocato nella National Hockey League. È il padre di Chris Jericho, lottatore di wrestling professionista in AEW, attore e cantante nella band heavy metal dei Fozzy .

## Carriera
Irvine giocò a livello giovanile con due formazioni della propria città natale. Al termine della stagione 1963-64 fu messo sotto contratto dall'organizzazione dei Boston Bruins, esordendo in National Hockey League quello stesso anno disputando un incontro. nelle stagioni successive giocò in prestito nella Central Hockey League conquistando due titoli consecutivi con gli Oklahoma City Blazers.
Nell'estate del 1967 in occasione dell'NHL Expansion Draft Irvine fu selezionato dai Los Angeles Kings, una delle sei nuove franchigie iscritte alla lega. Rimase a Los Angeles fino alla primavera del 1970 diventando titolare fisso in National Hockey League con 224 presenze e 113 punti ottenuti.
Per cinque stagioni e mezza Irvine vestì la maglia dei New York Rangers, formazione con cui giunse al termine della stagione 1971-1972 fino alla finale della Stanley Cup. Nell'estate del 1975 lasciò New York per trasferirsi ai St. Louis Blues, squadra con cui concluse la propria carriera da professionista dopo due stagioni.
Si ritirò definitivamente dall'attività agonistica nel 1978 dopo una stagione trascorsa con una formazione amatoriale canadese. In totale Irvine giocò in NHL per undici stagioni, con 807 presenze e 371 punti.

## Palmarès

### Club
- Adams Cup: 2

Oklahoma City: 1965-1966, 1966-1967